# حسین توفیق (سردبیر)
حسین توفیق (زادهٔ ۲۹ تیر ۱۳۰۸ – درگذشته ۹ فروردین ۱۳۹۶) از خاندان سرشناس توفیق در مطبوعات ایران و از سردبیران مجله طنز توفیق بود. مجله توفیق، هفته‌نامه فکاهی و طنزآمیز ایران بود که نزدیک به نیم قرن فعالیت داشت.

## زندگی
حسین توفیق همنام و نوه خواهری حسین توفیق شاعر، نویسنده، طنزپرداز و مؤسس مجله توفیق بود. وی به همراه برادرانش عباس و حسن توفیق، از اواسط دهه ۱۳۳۰ تا سال ۱۳۵۰ شمسی، گردانندگان و سردبیران دوره سوم مجله طنز توفیق بودند. وی آخرین سردبیر «توفیق» بود و در سن ۸۸ سالگی درگذشت. توفیق پس از توقیف مجله در سال ۱۳۵۰ فعالیت مطبوعاتی نداشت، اما گفته می‌شود او چند سالی در فکر احیای دوباره این نشریه بود.

## مجله توفیق
خاندان توفیق برای انتقاد از حکومت، زبان طنز را انتخاب کرده بودند و این شعر، شعار همیشگی «توفیق» بود که: «چو حق تلخ است، با شیرین زبانی/ حکایت سرکنم، آنسان که دانی».
مجله توفیق، هفته‌نامه فکاهی و طنزآمیز انتقادی بود که از سال ۱۳۰۲ تا ۱۳۵۰ شمسی در ایران فعالیت داشت. آغاز انتشار این مجله توسط حسین توفیق (بزرگ خاندان توفیق) در سال ۱۳۰۲ بود. بعد از مرگ او در سال ۱۳۱۸ انتشار توفیق متوقف شد. سپس فرزند وی محمدعلی توفیق برای یک دوره سردبیر آن شد ولی با کودتای ۲۸ مرداد ۱۳۳۲ و بسته شدن دفتر نشریه و تبعید شدن محمدعلی توفیق به مدت ۵ سال توفیق منتشر نشد. بعد از آن نوه‌های خواهری حسین توفیق بزرگ خاندان، در آخرین روزهای سال ۱۳۳۶ شمسی اولین شماره دوره سوم توفیق را منتشر کردند. سرمقاله‌های نشریه با امضای «کاکاتوفیق» و دیگر مطالب انتقادی طنزآمیز آن به وضعیت اجتماعی همچون بیکاری و گرانی، فقر و بی‌عدالتی و مانند اینها اختصاص داشت و انتقادات بسیار قوی و شیرین آن، هیئت حاکمه و نمایندگان مجلسین شورای ملی و سنا را نشانه می‌گرفت. تأثیرگذاری این نشریه واکنش‌های حاکمیت را به دنبال داشت و توفیق زیر فشار شدید سانسور قرار گرفت و با توقیف‌های مکرر همراه بود. حسین توفیق آخرین سردبیر نشریه در این باره می‌گفت: «هر بامداد پیش از چاپ مأمورین سانسور با نردبان وارد چاپخانه می‌شدند و صفحات توفیق را می‌دیدند و سانسور می‌کردند». این فشارها همچنان ادامه داشت و سرانجام مجله توفیق در سال ۱۳۵۰ تحت فشار امیرعباس هویدا، نخست‌وزیر وقت توقیف شد.
توفیق، پنج‌شنبه‌ها منتشر می‌شد و هادی خرسندی، کیومرث صابری و عمران صلاحی از آخرین نویسندگان آن بودند.

## درگذشت
حسین توفیق از اولین روز بهار ۱۳۹۶ به دلیل عفونت ریه در بخش مراقبت‌های ویژه بیمارستان فیروزگر تهران بستری گردید. وی روز ۹ فروردین ۱۳۹۶ در سن ۸۸ سالگی درگذشت.پیکر وی در قطعه نام آوران بهشت زهرا به خاک سپرده شد.